# プレハーノフ記念ロシア経済アカデミー

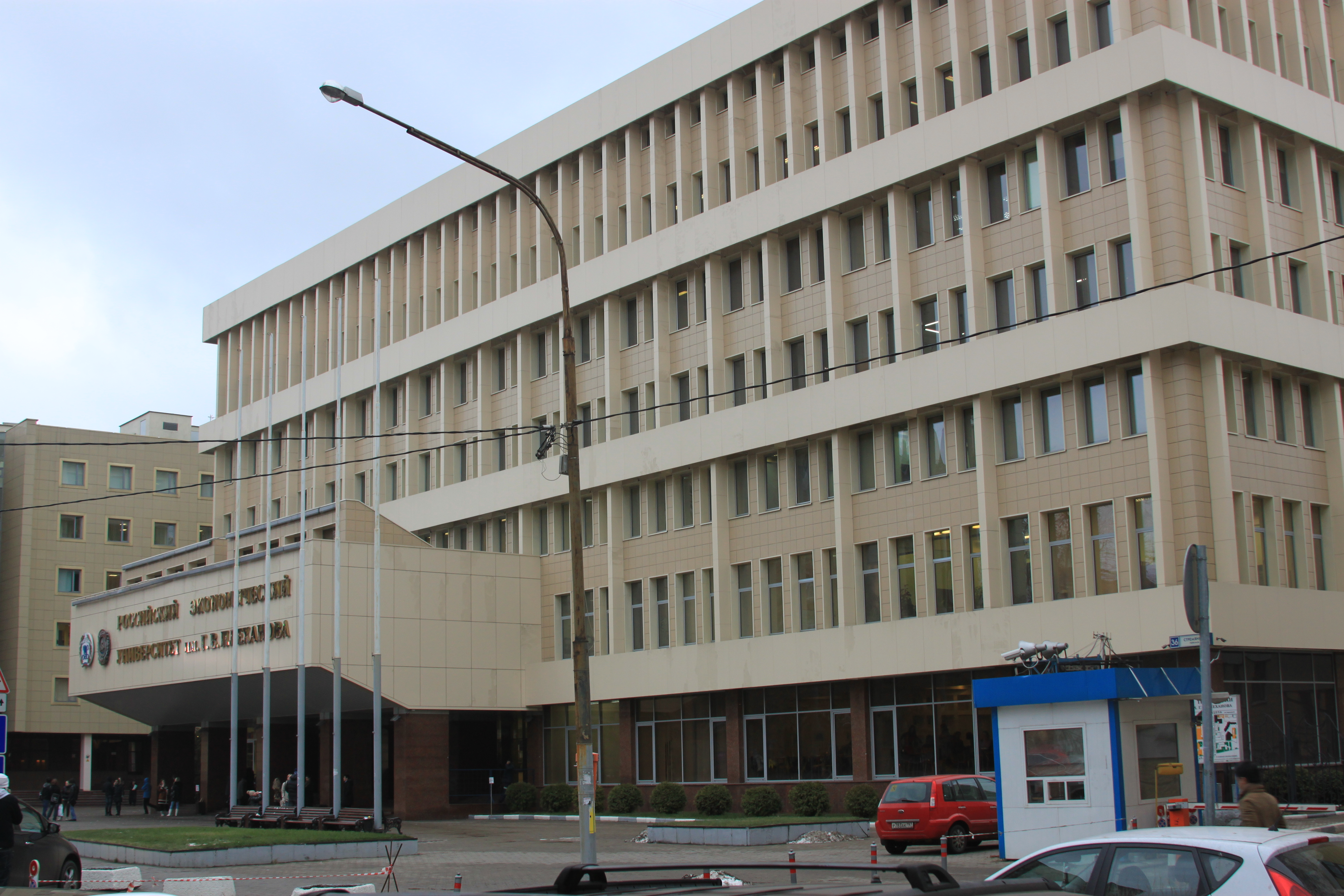
本館校舎

プレハーノフ記念ロシア経済アカデミー（ロシア語: Российская экономическая академия им В.Г.Плеханова）はロシア・モスクワにある国立大学。略称はРЭА。

## 概要・歴史

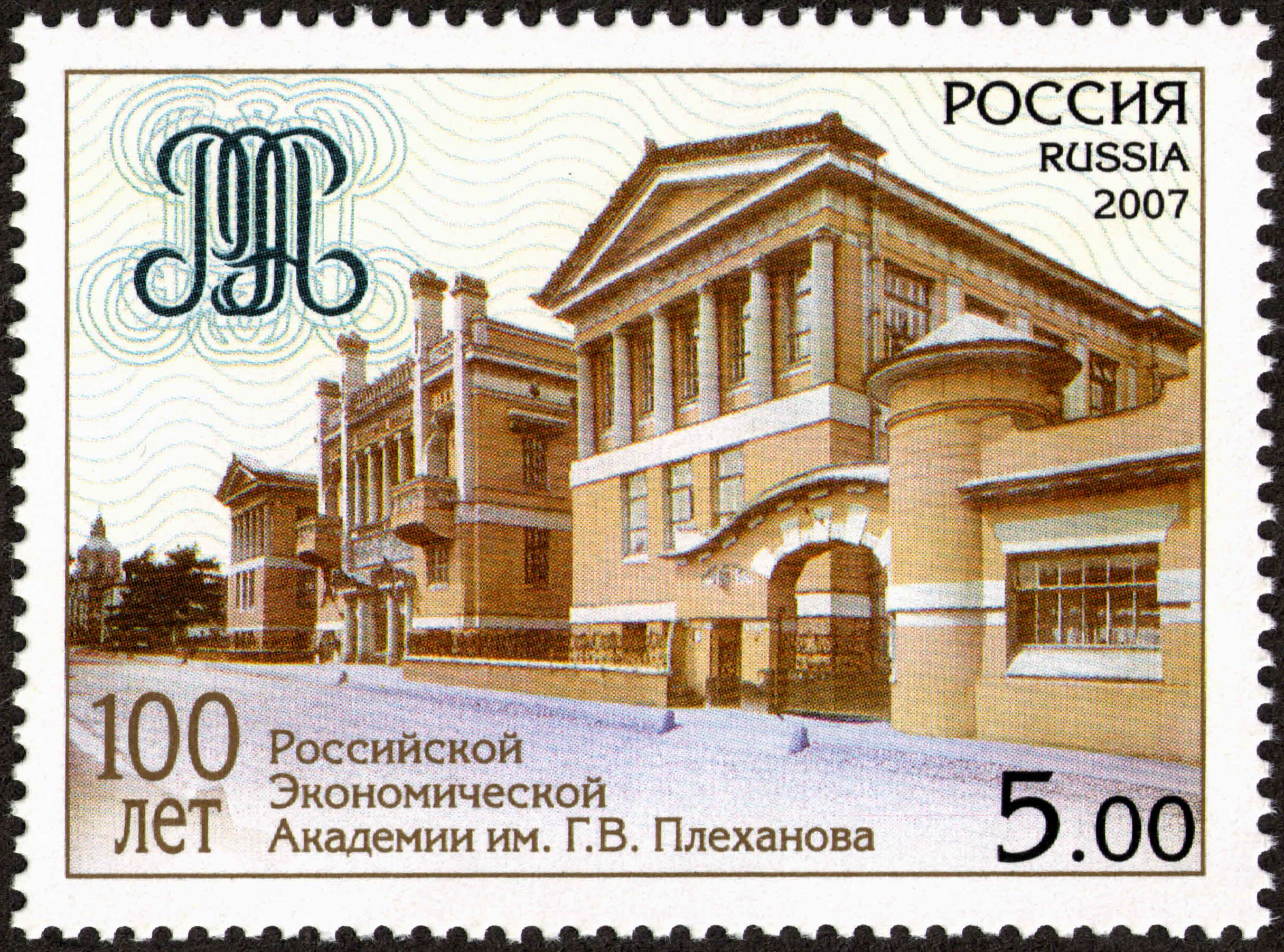
創立100周年を記念してロシア郵便から発行された切手。別館校舎（旧本館校舎）がデザインされている。

1907年、ロシアで最初の商業専門の高等教育機関として創設。以来、国内産業の発展に伴う経済、金融、商業の専門家に対する需要に対応し、高い能力を持った人材を育成する役目を果たしてきた。
創立時の名称はモスクワ商科大学。1919年、モスクワ国民経済大学に改称。1924年からは経済学者ゲオルギー・プレハーノフを記念して大学の名称にその名が付けられるようになった。1961年、モスクワ経済大学と統合。1991年、ロシア・ソビエト連邦社会主義共和国閣僚会議令によりアカデミーのステータスを与えられ、ロシア経済アカデミーに改称。
ロシア経済アカデミーは経済系の大学としてはロシア最大である。延べ1万3000名の生徒と700名以上の教授が在籍。海外の70以上の大学と協定を結んでおり、毎年多くの留学生が学んでいる。日本の大学では明治大学と協定が結ばれている。EUA及びEFMDのメンバー。
キャンパスはモスクワ地下鉄セルプホーフスカヤ駅のそばにある。

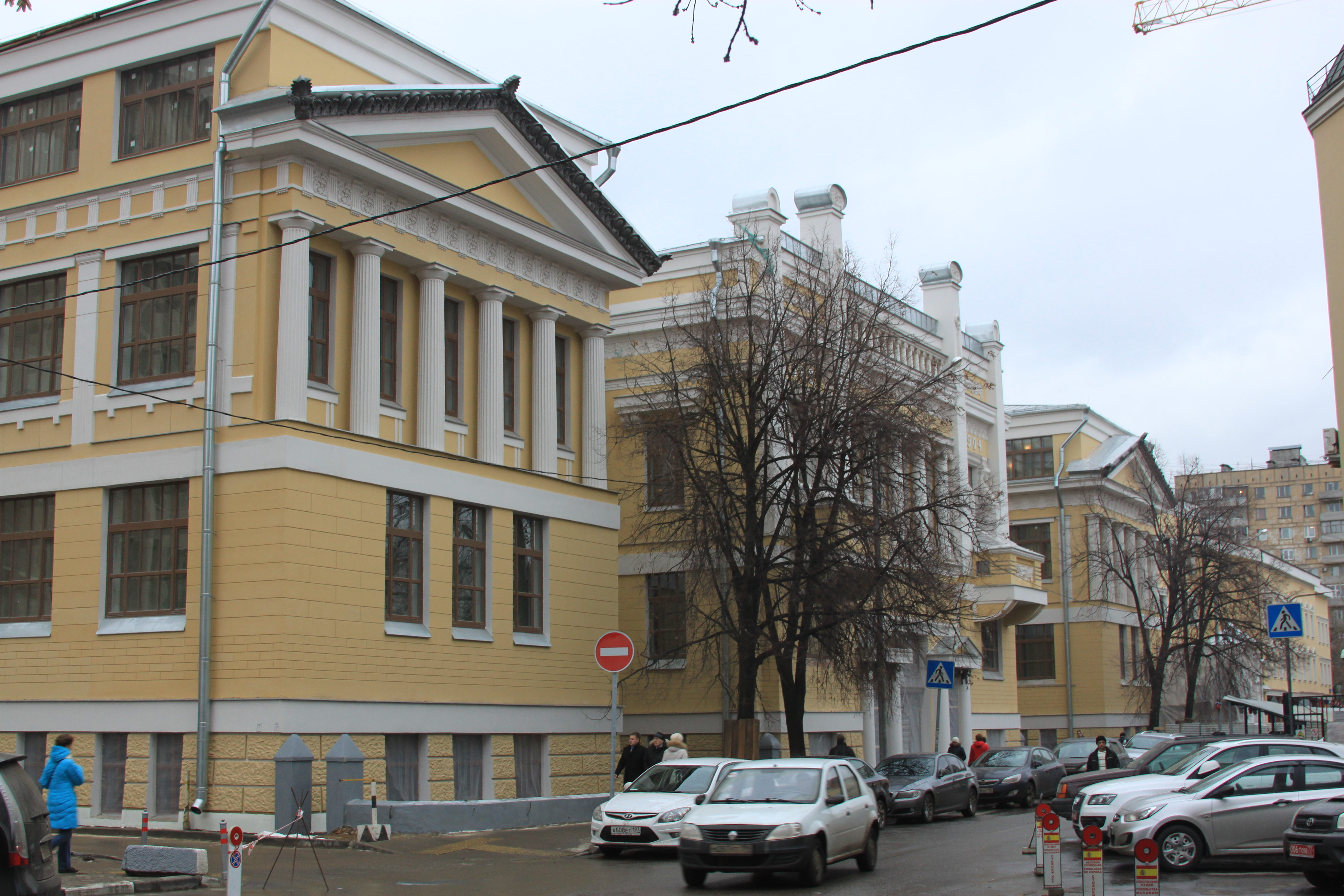
旧本館校舎

## 構成

### 学部
- インターナショナルビジネススクール
- 経済学部
- 国際経済関係学部
- 公共サービス・労働・雇用学部（Факультет государственной службы, труда и занятости）
- 高等教育準備学部（Факультет довузовской подготовки）
- 商学部
- 商業エンジニアリング学部
- 情報システム学部
- 数理経済学部
- マーケティング学部
- マネジメント学部
- ファイナンス学部
- 法政治学部
- 流通学部

#### インターナショナルビジネススクール
2001年、ロシア経済アカデミーの一部署だった国際教育課程局を改組する形で誕生した学部。通称IBS。
IBSの授業はすべて英語で行われる点が特徴。経済学学士課程を修了した者は、ファイナンス（Finance and Credit）又はマーケティングの専門家課程に進むこともできる。2006年からは経済学修士課程が開始された。ただし、経営学修士課程ではないため、卒業してもMBA（経営学修士号）は与えられない。一部の協定校とはダブルディグリー・プログラム（Double Degree Programme）の合意があり、2つ以上の学位の取得が可能である。

### 分校
- ウランバートル分校
- エカテリンブルク分校
- カラガンダ分校
- クラスノダール分校
- タシュケント分校
- ニジネヴァルトフスク分校
- ユジノサハリンスク分校

## 主な出身者
- アンドレイ・ボグダーノフ（ロシア民主党党首）
- オレグ・デリパスカ（ルサールのオーナー）
- グリゴリー・ヤヴリンスキー（ヤブロコの党首）
- ゲオルギー・ヒージャ（政治家）
- タチアナ・ゴリコワ（ロシア連邦保健・社会開発相）
- ミハイル・グツェリイェフ（起業家・ロスネフチの元社長）
- ミハイル・ザドルノフ（元ロシア連邦財務大臣）
- ミハイル・スースロフ（政治家）
- レオニード・アバルキン（経済学者、政治家）